# Kevin Abstract
Clifford Ian Simpson (ur. 16 lipca 1996 w Corpus Christi), znany też jako Kevin Abstract – amerykański raper, piosenkarz, autor tekstów i reżyser. Jest członkiem i założycielem zespołu Brockhampton. Abstract wydał swój debiutancki album MTV1987 w 2014 roku i przyciągnął uwagę wielu ważnych blogów muzycznych i magazynów. Jego drugi album, American Boyfriend: A Suburban Love Story, ukazał się w listopadzie 2016, a trzeci, Arizona Baby, ukazał się w kwietniu 2019.

## Wczesne życie
Abstrakt urodził się w Corpus Christi w Teksasie. Abstrakt nigdy nie spotkał swojego ojca i nie był blisko z matką. Nie wiedział nawet, jaki jest jej zawód. Oświadczył, że jego rodzina to „niezwykle religijni” Mormoni. Abstract zaczął produkować muzykę w wieku 11 lat i uciekł z domu w wieku 15 lat, spędzając rok w domu przyjaciela, po czym przeniósł się do Georgii, aby zamieszkać z siostrą.

## Kariera muzyczna

### 2014: MTV1987
Na początku 2014 roku Abstract rozpoczął pracę nad swoim debiutanckim albumem ze swoim wewnętrznym producentem muzycznym, Romilem. 1 kwietnia 2014 wydał pierwszy singiel z płyty, zatytułowany „Save”. Drugi singiel z albumu – „Drugs”, został wydany 6 maja 2014 roku, a teledysk ukazał się miesiąc później. Album ukazał się 15 lipca 2014 roku i spotkał się z pozytywnymi recenzjami z wielu blogów muzycznych, takich jak Billboard, Complex, Spin, Pigeons & Planes i 2DopeBoyz.
Po wydaniu MTV1987 Abstract rozpoczął pracę nad teledyskiem do piosenki „Hell/Heroina”, wykorzystując ponad 3000 dolarów zgromadzonych od fanów w ramach kampanii na Kickstarterze. Projekt finansowany z funduszy społecznościowych został wyreżyserowany przez Tylera Mitchella i ostatecznie wydany 4 listopada 2014 r. Abstract również wykonał 24-godzinną transmisję na żywo 1 listopada, poprzedzając premierę wideo, gdzie widzowie obserwowali zarówno siebie, jak i jego ekran komputera, gdy publiczność słuchała, rozmawiali z nim, obserwowali, jak rozmawiali z nim na Twitterze i razem oglądali filmy. W listopadzie 2018 został usunięty z większości głównych serwisów streamingowych.

### 2015:Death of a SupermodelandNOWIFIII
15 stycznia 2015 roku Abstract poinformował fanów za pośrednictwem swojej strony na Twitterze, że jego druga płyta ma nosić tytuł Death of a Supermodel i że zostanie wydana jeszcze w tym roku. Jednak ten projekt został później odrzucony. Abstract ogłosił, że pracuje teraz nad innym albumem, Shoot Horses, będącym częścią trylogii Death of a Supermodel.
30 maja Abstract i inni członkowie BROCKHAMPTON, bearface., Romil Hemnani i Henock Sileshi wydali poboczny projekt EP zatytułowany „MEMORIAL DAY” pod nową osobistością i nazwą „NOWIFIII” ze względu na powodzie w Teksasie w 2015 roku, które spowodowały utratę Wi-Fi.
23 czerwca Abstract wydał wideo do „Save” w reżyserii Iana Gilnera, Henocka Sileshiego i Franklina Mendeza. W listopadzie ukazał się pierwszy singiel z They Shoot Horses – „Echo” wraz z teledyskiem wyreżyserowanym przez Tylera Mitchella.

### 2016–2017:American Boyfriend: A Suburban Love Storyoraz Viceland
W marcu 2016 roku Abstract dołączył do zespołu The Neighborhood podczas tygodniowej trasy po Anglii, otwierając koncerty w Portsmouth, Birmingham, Manchesterze i Londynie. Ostatni koncert trasy był transmitowany na żywo za pośrednictwem aplikacji Periscope, w której zapowiedział także swój nowy album They Shoot Horses, który ma zostać wydany w 2016 roku. Potwierdził również, że jego następny singiel będzie nosił tytuł Empty.
W kwietniu Abstract ogłosił, że ponownie wyruszy w trasę koncertową z The Neighborhood, ale tym razem w USA, w maju i czerwcu. Abstract wykonywał wyłącznie nowe utwory z nadchodzącego albumu.
Pod koniec czerwca Abstract ogłosił, że zmienił tytuł swojego nadchodzącego albumu na American Boyfriend: A Suburban Love Story i zapewnił fanów, że pojawi się on jeszcze w tym roku.
Abstract, wraz z innymi członkami Brockhampton, pojawił się w serialu American Boyband telewizji Viceland, którego premiera odbyła się 8 czerwca 2017 roku. Seria była kontynuacją jego pierwszej trasy koncertowej po Ameryce Północnej, a jednocześnie uchwyciła momenty innych członków Brockhampton wciąż w domu – w South Central w Los Angeles.
Abstract jest obecnie zarządzany przez wieloletniego menedżera i partnera biznesowego Anish Ochani oraz Christiana & Kelly Clancy z 4 Strikes.

### Brockhampton
Pod koniec 2014 roku AliveSinceForever rozwiązał się. W ramach tego projektu grupa muzyczna Brockhampton została założona przez Abstracta i innych, których poznał na forum fanów Kanye Westa – KanyeToThe.
W styczniu 2015 roku ukazał się debiutancki singiel Brockhampton „Bet I”. Teledysk do piosenki został wydany 25 marca 2015 i został wyreżyserowany przez innych członków Brockhampton: HK Covers i Franklina Mendeza.
16 czerwca Brockhampton wydał drugi singiel „Hero”. Pod koniec czerwca ogłoszono, że Brockhampton wygrał VFiles Loud, internetowy konkurs talentów mający na celu odkrycie najlepszych obiecujących kolektywów. Brockhampton miał możliwość premiery profesjonalnie wyreżyserowanego teledysku do trzeciego singla w MTV, a także wydał go za pośrednictwem niezależnej wytwórni Fool's Gold Records. Singiel „Dirt” miał swoją premierę w Apple's Beats 1 Radio i został wydany na iTunes kilka dni później.
30 marca Brockhampton wydali swój pierwszy wspólny mixtape: All-American Trash. 22 kwietnia wydali także film dokumentalny przedstawiający proces powstawania projektu.
W 2017 roku Brockhampton wydał dwa albumy (Saturation i Saturation II), które latem 2017 roku spotkały się z szerokim uznaniem krytyków. Trzy dni przed wydaniem Saturation II, Abstract ogłosił na Twitterze, że trzeci album zatytułowany Saturation III zostanie również wydany, co oznacza trzeci pełny album studyjny Brockhampton w roku kalendarzowym. Saturation III został wydany 15 grudnia, który również spotkał się z uznaniem krytyków. Chociaż grupa stwierdziła, że Saturation III będzie ich ostatnim albumem studyjnym, Brockhampton ogłosił, że ich czwarty album studyjny, Team Effort, ma zostać wydany w 2018 roku. Jednak Team Effort został opóźniony do 2018 roku po decyzji grupy, żeby stworzyć inny album, Puppy, który zostanie wydany na jego miejsce, tylko po to, aby został opóźniony po oskarżeniach o napaść seksualną na innego członka Brockhampton, Ameera Vanna.
21 września 2018 roku Brockhampton wydał swój czwarty album studyjny, Iridescence, nagrany w Abbey Road Studios w 10 dni. Wydali także gadżety promujące zarówno nadchodzący album, jak i nadchodzącą trasę koncertową, zatytułowaną I'll be there. 23 sierpnia 2019 roku ich piąty album studyjny, Ginger, został wydany i spotkał się z ogólnie pozytywnym przyjęciem. 9 kwietnia 2021 zespół wydał ich szósty album zatytułowany „Roadrunner: New Light, New Machine", a Kevin ogłosił, że w 2021 pojawi się jeszcze jeden ich album oraz ma to być też ich ostatni.

### 2018: ARIZONA baby
W czerwcu 2018 roku Abstract dodał zdjęcie z tekstem „ambfII” do stories na Instagramie, przy czym „ambfII” prawdopodobnie oznacza American Boyfriend II. Później tego samego roku, w październiku, napisał na Twitterze słowa „american boyfriend”, pozornie coś zapowiadając. 19 marca 2019 roku Abstract opublikował na Twitterze zdjęcie, które wydaje się być okładką nowego albumu lub singla. Zmienił również swoje zdjęcie profilowe i zdjęcie w nagłówku. Na początku kwietnia w serii usuniętych już tweetów wyraził, że po wydaniu jak największej ilości muzyki w 2019 roku chciałby przejść na emeryturę i skupić się na kręceniu filmów. W ciągu następnych tygodni Abstract wydał więcej zwiastunów swojego trzeciego albumu studyjnego, ARIZONA baby. Wraz z wydaniem albumu w trzech oddzielnych częściach, Abstract wydał 9 kwietnia 2019 roku nowy singiel zatytułowany „Big Wheels”, a pierwsza część ARIZONA baby została wydana zaledwie dwa dni później, 11 kwietnia 2019 roku, wraz z teledyskiem do „Georgia". Tego samego dnia Abstract ogłosił drugą część albumu ARIZONA baby - Ghettobaby, wydaną 18 kwietnia, z teledyskiem do „Baby Boy”. Ostatecznie pełny album ukazał się 25 kwietnia wraz z teledyskiem do piosenki „Peach”.

## Inspiracje
Kevin Abstract powiedział, że jego inspiracjami dla MTV1987 byli Frank Ocean, Justin Timberlake i Kid Cudi. Abstract wymienił Kanye Westa, Pink Floyd, Radiohead, Childisha Gambino, Outkast, Lanę Del Rey i Tylera, the Creatora jako muzyczne inspiracje i zdradził, że grupa Tylera – Odd Future, była dużym punktem odniesienia i inspiracją dla Brockhampton.

## Życie prywatne
Kevin Abstarct wyszedł z szafy i wyznał, że jest osobą homoseksualną w 2016. W swoich utworach często wspomina o swojej orientacji, ponieważ mówi, że będzie rapować o byciu gejem tak długo, jak może sobie wyobrazić fana potrzebującego głosu. W tekście utworu „JUNKY" mówi: "Dlaczego zawsze musisz rapować o byciu gejem? Bo jest za mało gejów, którzy rapują."

## Dyskografia

### Albumy studyjne
- MTV1987 (2014)
- American Boyfriend: A Suburban Love Story (2016)
- Arizona Baby (2019)
- Blanket (2023)
- GEEZER (2025)

### EPki
- AllTheGirls (2012)
- Kevin Abstract EP (2013)
- Kilmer (2015)
- Arizona Baby (2019)
- Ghettobaby (2019)

### Mixtape’y
- Relax (2009)
- KevinLovesYou (2009)
- 30 Minutes Til New Years (2009)
- The Schoolbus Chronicles (2010)
- The Comics (2010)
- PinkElephants (2011)
- Imagination (2011)

### Wraz z Outsiders
- BeyondOurDreams (2011)
- People (2011)
- InsteadOfDreaming (2012)

### Wraz z AliveSinceForever
- ForeverMondays! (2011)
- AliveSinceForever: The Compilation (2012)
- The ASF EP (2013)

### Wraz z NOWIFIII
- MEMORIAL DAY (2015)

### Wraz z Brockhampton
- All-American Trash (2016)
- Saturation (2017)
- Saturation II (2017)
- Saturation III (2017)
- Iridescence (2018)
- Ginger (2019)
- Roadrunner: New Light, New Machine (2021)